# Magdalena Grande
El Magdalena Grande es un término historiográfico que se refiere al territorio de la región Caribe colombiana ubicada entre el curso bajo del río Magdalena, las estribaciones norteñas de la cordillera de los Andes y la península de la Guajira que comprende los actuales departamentos colombianos de Magdalena, Cesar y La Guajira. Si bien empezó a recibir ese nombre a partir de 1886 cuando el Magdalena fue categorizado como departamento, el término también se usa para referirse al extinto Estado Soberano del Magdalena, y en menor medida a la antigua provincia de Santa Marta.
Tras la secesión de La Guajira en 1898 (con capital en Riohacha) y Cesar en 1967 (con capital en Valledupar), el Gran Magdalena adquirió su configuración actual. A pesar de los cambios territoriales, la capital departamental del Magdalena siguió siendo Santa Marta.

## Historia
El departamento del Magdalena, otrora Estado Soberano del Magdalena, fue creado tras la constitución de Colombia de 1886, que cambió a Colombia de un sistema federal a uno centralista. El departamento del Magdalena incluía las provincias de Santa Marta, Riohacha y Valledupar. La primera secesión fue la entrega de los corregimientos de Badillo y Vijagual al Departamento de Santander, lo que hoy se conoce como la "Península de Santander".

### Secesión de La Guajira
La Guajira fue convertida en intendencia por medio de la Ley 34 de 1898. Por decreto n.º 807 de 1911 se creó la Comisaría Especial de La Guajira con capital en Guaranguro, trasladada más tarde a San Antonio y después a Uribia; por decreto 1824 del 13 de junio de 1954 fue creada la intendencia de La Guajira, con capital en Riohacha, mientras que Uribia pasó a ser centro de asuntos indígenas wayuu.
Aunque los dirigentes políticos liberales de la provincia de Valledupar promovieron la idea de secesionar la región del valle del río Cesar y convertirla en departamento primero bajo la iniciativa de José Antonio Murgas y sus aliados políticos liberales Crispín Villazón De Armas, Clemente Quintero Araujo y Aníbal Martínez, el político samario José Ignacio Vives Echeverría se adelantó y promovió la ascensión de la Intendencia de La Guajira a departamento en el Congreso, escondiendo el proyecto de Murgas y falsificando las firmas de dos concejales de San Juan del Cesar, quienes no querían pertenecer a La Guajira sino al Cesar. Los políticos regionales buscaban minar el poder de los grandes caciques políticos en el departamento, tal es el caso del caudal electoral de Pedro Castro Monsalvo.
Vives pasó dos años tratando de aprobar el acto legislativo número 1 del 28 de diciembre de 1963, pero La Guajira no cumplía con los requisitos para convertirse en departamento por no tener la suficiente población, ni generar el mínimo de recursos; 500 mil pesos de la época. Vives tomó la iniciativa de modificar la Constitución de Colombia de 1886 para poder reducir los requisitos, sin embargo no pudo retirar el requerimiento de obtener firmas de la mayoría de los concejales municipales de la región que buscaba secesionar. Vives falsificó dos firmas de concejales, con lo cual el Congreso aprobó la ley 19 del 10 de noviembre de 1964.
El departamento de La Guajira fue creado el 1 de julio de 1965 en el Congreso de Colombia, con Vives Echeverría nombrado primer gobernador.

### Secesión del Cesar
Como congresista en representación del Magdalena Grande, José Antonio Murgas fue autor en del proyecto de Ley de la creación del departamento del Cesar, separándose del departamento del Magdalena, ante la oposición de Pedro Castro Monsalvo.
El proyecto se convirtió en la ley 25 del 21 de junio de 1967, sancionada por el presidente de Colombia Carlos Lleras Restrepo y los ministros Misael Pastrana Borrero, Darío Echandía y Abdón Espinoza Valderrama. 
Doce municipios conformaron el nuevo departamento del Cesar con Valledupar como su capital. El primer gobernador del Cesar fue Alfonso López Michelsen.

## Cultura
Durante la época del Magdalena Grande, expresiones culturales como la cumbia y el vallenato se desarrollaron en la región.

## Geografía

### Aspecto físico
El Magdalena Grande estaba ubicado en la parte oriental de la llanura del Caribe colombiano, cuya costa se extendía entre las bocas del río Magdalena hasta el golfo de Coquivacoa incluyendo numerosas bahías, ensenadas y cabos como la bahía de Santa Marta, la bahía Honda, el cabo de la Vela y la punta Gallinas. El interior se componía de tres secciones diferenciadas: la serranía, la sabana y las ciénagas. La cordillera de los Andes se introducía al departamento por su costado suroriental por medio de su ramal de la serranía de Perijá, conformando partes de la frontera con el departamento de Santander y con Venezuela; al norte en tanto se encontraba la Sierra Nevada de Santa Marta, un inmenso macizo montañoso que presenta todos los climas y es propicio para la agricultura. La zona de la sabana, modelada por las aguas de los ríos Magdalena y Cesar, era propicia para la ganadería y para el cultivo, además de encontrarse en ella bosques de maderas. Al norte de esta sección se encontraba la península de La Guajira, una región plana y árida que se divide entre la Alta Guajira, que comprende casi toda la península y el desierto de la Guajira, y la Baja Guajira que está al pie de la Sierra Nevada y es regada por el río Ranchería. La sección de las ciénagas se encontraba al occidente y suroccidente del estado; destacaban entre ellas la Ciénaga Grande de Santa Marta y la ciénaga de Zapatosa.

### Límites
El Magdalena Grande limitaba al norte con el océano Atlántico, al este con Venezuela y el departamento de Santander, al sur con el departamento de Santander y al oeste con el departamento de Bolívar.

### Divisiones administrativas
Tras la creación del departamento el 5 de agosto de 1886, este fue dividido para su administración en las siguientes provincias y municipios, de acuerdo al censo de 1905:
- Provincia de El Banco: El Banco (capital), Guamal, Plato, Santa Ana, Tamalameque y Tenerife.
- Provincia de Padilla: Riohacha (capital), Barrancas, Camarones, Dibulla, Fonseca y San Juan del Cesar.
- Provincia de Santa Marta: Santa Marta (capital), Ciénaga, Cerro, Heredia, Pedraza, Piñón, Pivijay, Pueblo Viejo, Remolino, Salamina y Sitionuevo.
- Provincia de Valledupar: Valledupar (capital), Chiriguaná, Chimichagua, Espíritu Santo, Robles, Valencia de Jesús y Villanueva.